# Sean Kingston
Sean Kingston (sinh 3 tháng 2 năm 1990 tại Miami, Florida) là một ca sĩ người Mỹ. Anh là người gốc Jamaica.

## Thành tựu
Ca khúc "Beautiful Girls" trong album đầu tay Sean Kingston của anh đã đứng đầu bảng xếp hạng Billboard Hot 100 4 tuần liên tiếp. Nhờ ca khúc này Sean đã được giải thưởng "bài hát R&B xuất sắc" của Teen choice Award 2007. Ca khúc thứ hai "Love Me" cũng có thứ hạng khá cao trong bảng xếp hạng Billboard (vị trí thứ 15).